# 마이아사우라
마이아사우라(Maiasaura)는 8천만년 전~6천 5백만년 전 미국에 살았던 조각류 일종의 공룡이다. 공룡 중에서는 처음으로, 육아를 본격적으로 행했을 가능성이 있다고 판단되어, '착한 엄마 도마뱀'이라고 하는 의미의 학명이 붙여졌다.학명은 maiasaura peeblesorom이고 몸길이는 9~10미터이며, 몸무게는 4톤이다.

## 형태
몸 전체 크기는 8~9m이다.무수히 많은 치아를 가지고 있어서 초식이었을 것으로 추정된다.

## 사진

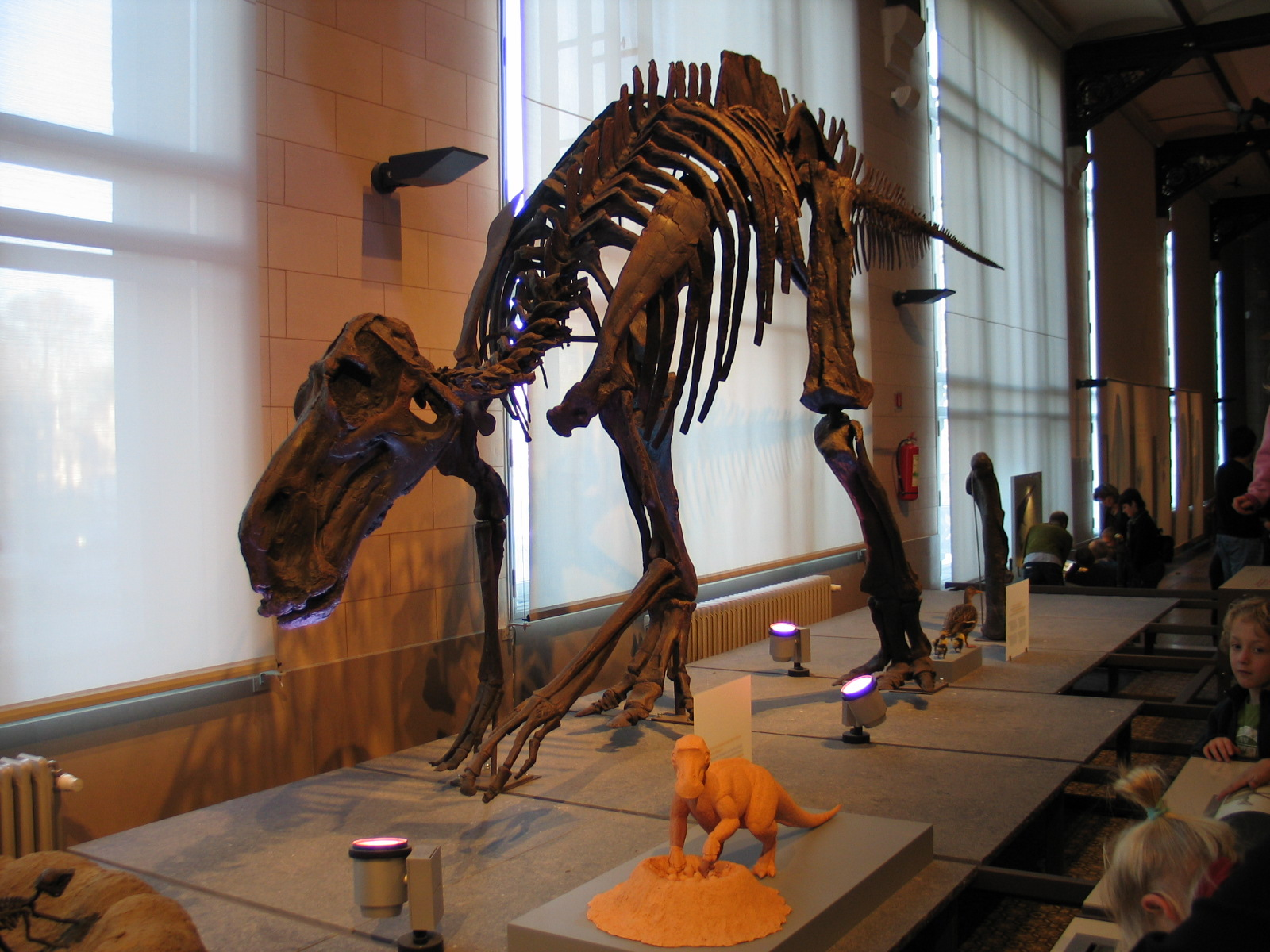
전체 골격, 벨기에 주립자연사 박물관 소장
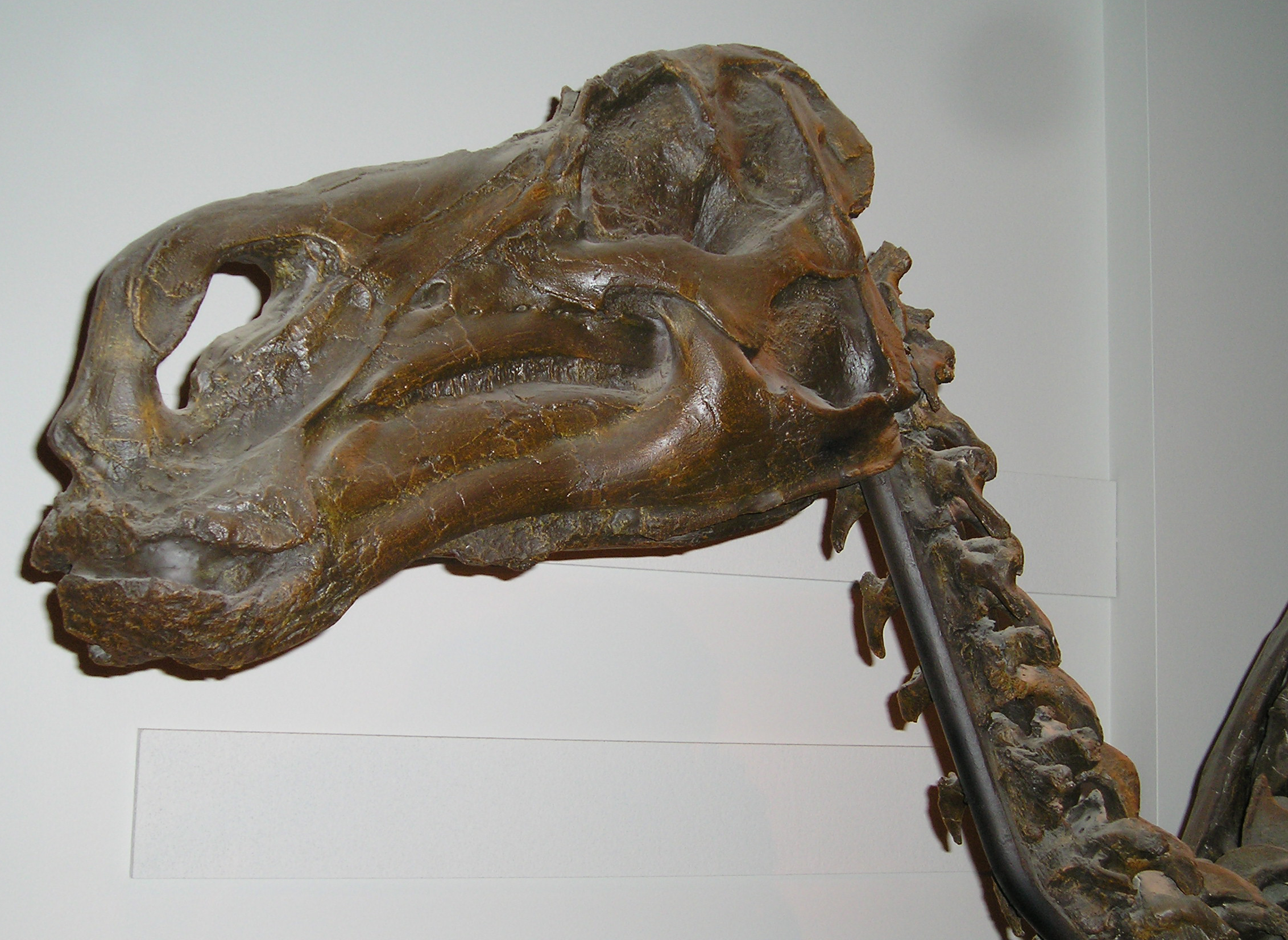
두개골, 주립 온타리오박물관 소장
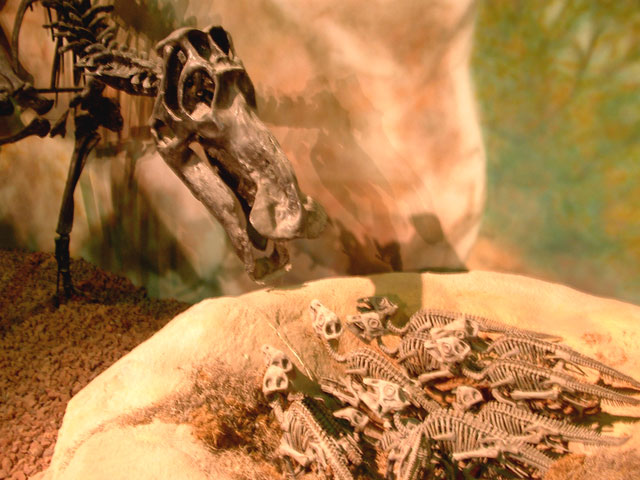
복원 모형
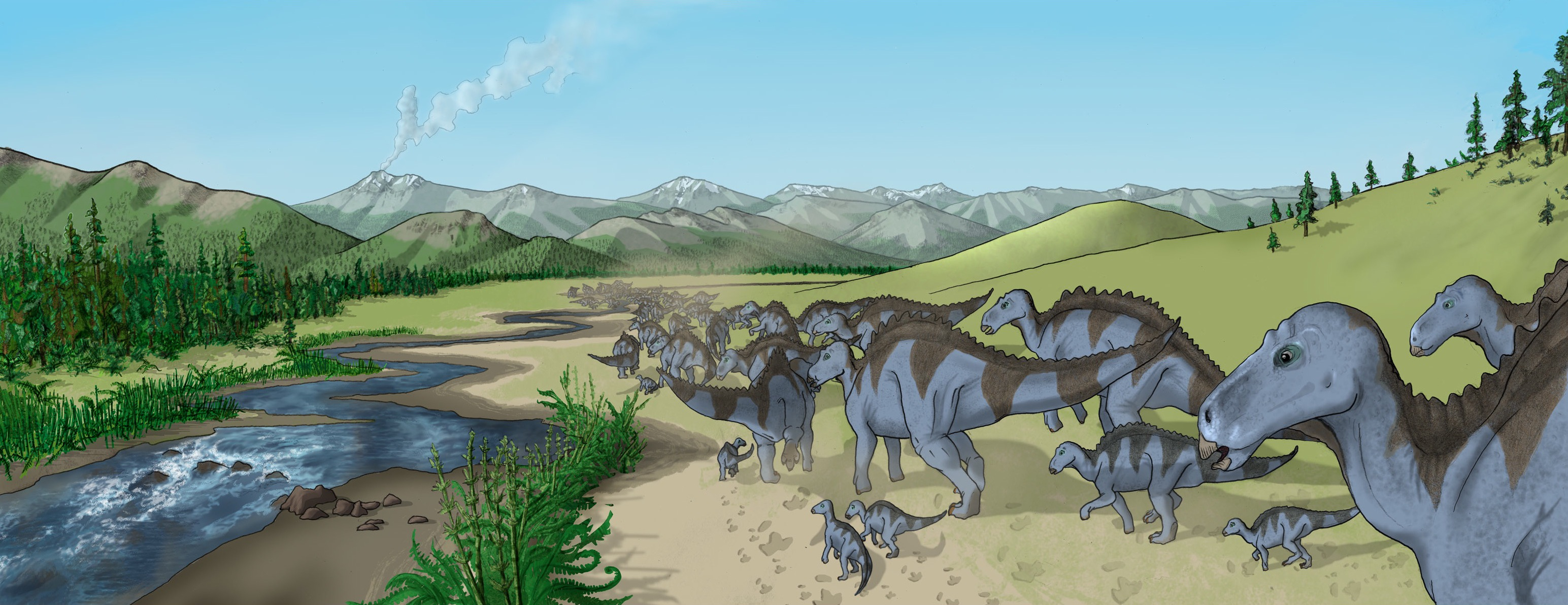
마이아사우라 무리

## 육아
마이아사우라의 보금자리는 지면에 파진 직경 1m, 깊이 50cm 정도의 충돌구(crater) 구멍으로, 안에는 20~25개 정도의 알이 있었다. 어미 마이아사우라는 체중이 무거웠기 때문에 포란은 하지 않고, 풀이 발효될 때의 열로 따뜻하게 유지했을 것으로 추정된다. 둥지 안에 있던 알의 껍질은 모두 밟혀 가루로 부서져 있는 것으로 볼 때, 부화 후 어린 마이아사우라는 몸 크기가 1 m정도로 성장할 때까지 구멍 안에서 살았을 것으로 판단된다. 이런 이유들로 판단해 볼 때, 오늘날의 포유류나 조류와 같은 육아를 했을 것으로 여러 학자들이 추정하고 있다.

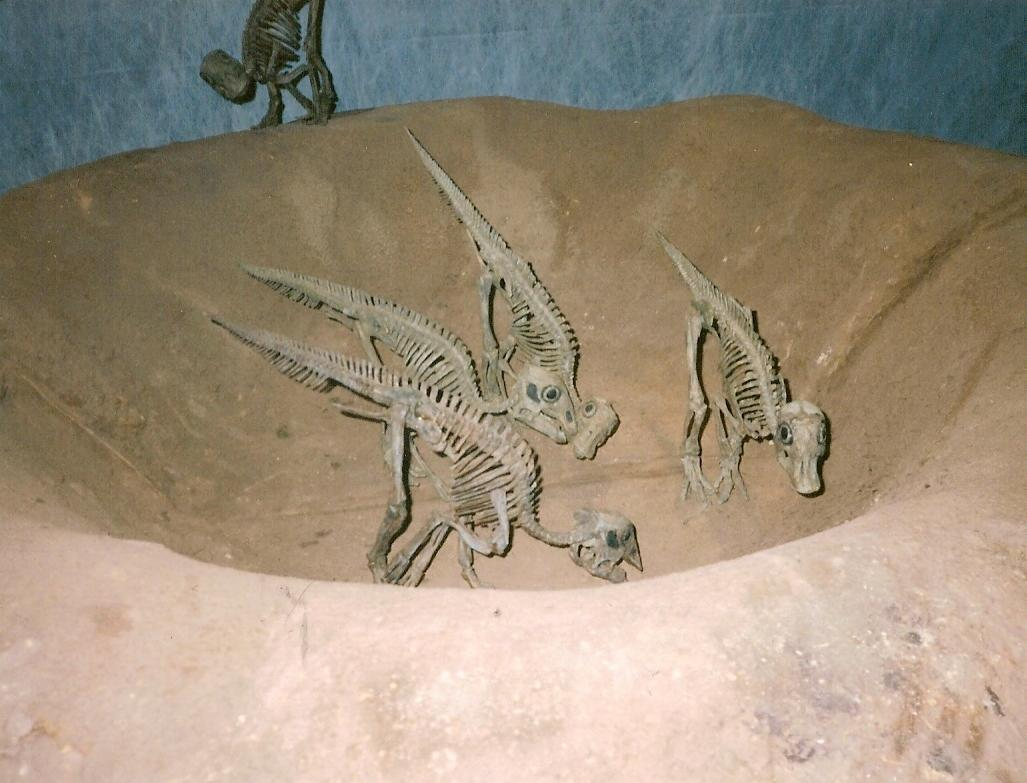
마이아사우라의 둥지
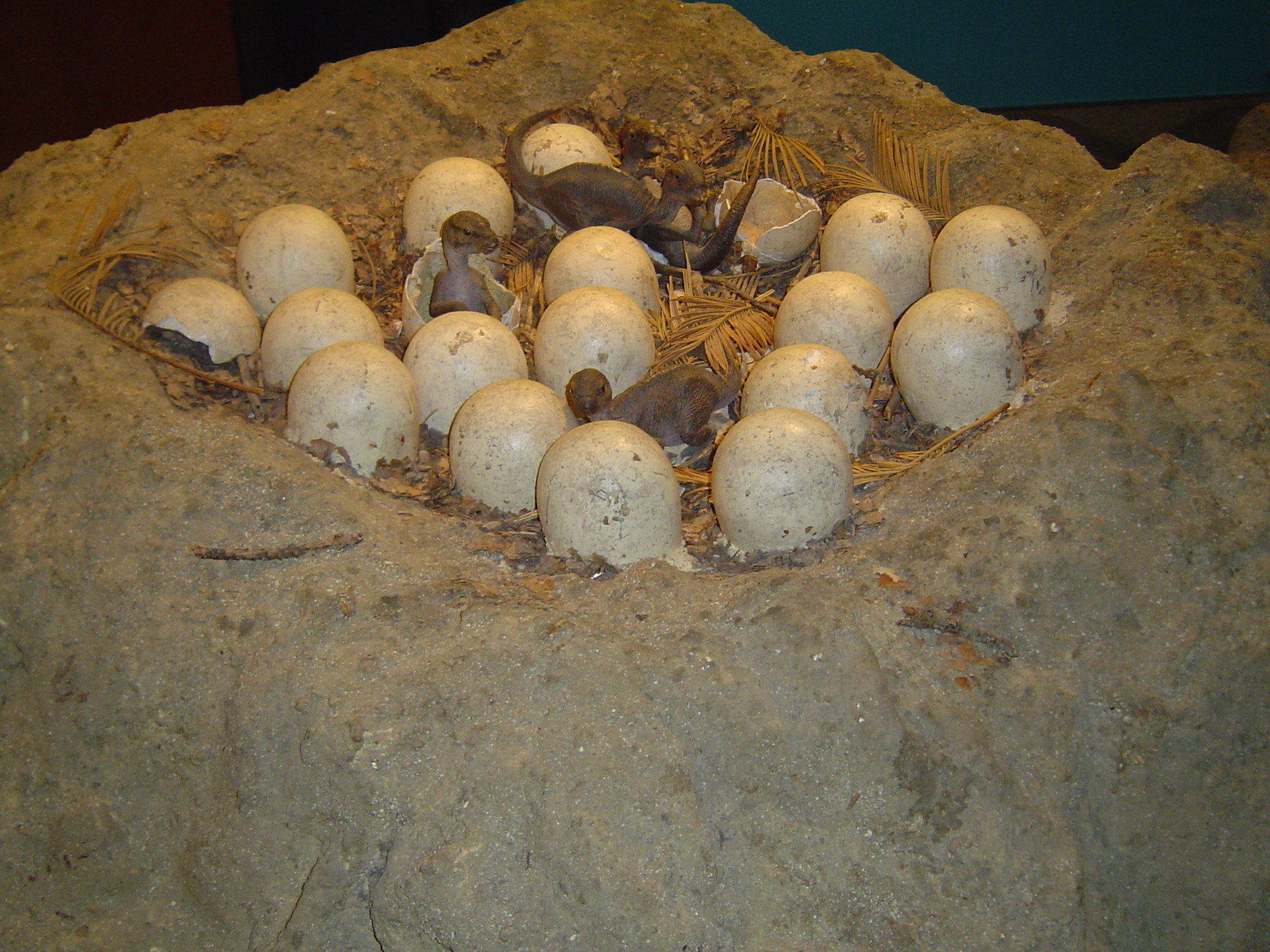
알과 부화한 마이아사우라, 런던자연사박물관 모형
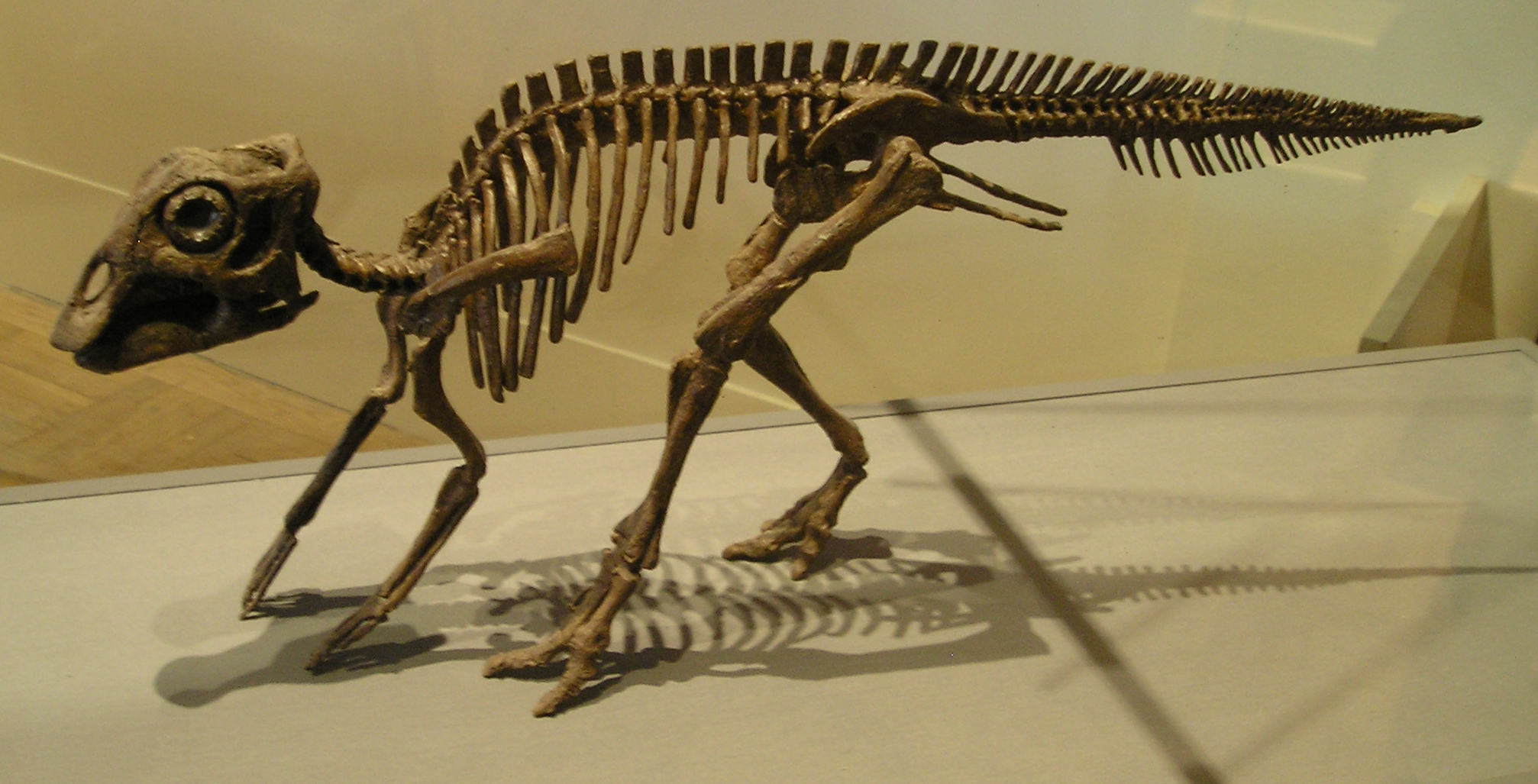
어린 마이아사우라의 모형, 주립 온타리오박물관 소장